# Удожи, Чигозе
Чиго́зе Шало́зе Удо́жи (англ. Chigozie Shaloze Udoji; 16 июля 1986, Лагос) — нигерийский и болгарский футболист, полузащитник клуба «Вихрен».

## Карьера
В 18 лет Удожи переехал в Болгарию, где стал выступать за «Вихрен». В 2006 получил болгарское гражданство, а в конце года перешёл в софийский ЦСКА.

### Клубная
Выступал за румынские клубы: «Астра» и «Брашов», а также за греческие: «Астерас», «Платаниас», «Атромитос» и «Арис».
7 марта 2014 Чигозе подписал контракт с минским «Динамо». Первый сезон в столичной команде можно назвать удачным. Полузащитник сыграл 37 матчей во всех турнирах и забил 11 мячей. По итогам сезона вошёл в символическую сборную (сборная А) чемпионата Белоруссии. 30 ноября 2014 стало известно о продлении контракта с «Динамо» на следующий сезон. В начале сезона 2015 потерял место в основном составе, но впоследствии вернул утерянные позиции. Сыграл 32 матча во всех турнирах и забил 10 мячей. Стал лучшим бомбардиром команды в чемпионате Белоруссии (10 голов). Сыграл в 9 матчах группового этапа Лига Европы (4 — в сезоне 2014/15, 5 — в 2015/16). Покинул клуб после окончания сезона.
Заключил контракт с китайским клубом «Циндао Чжуннэн».

### В сборной
Играл за молодежную сборную Болгарии.

## Достижения
ЦСКА (София)
- Чемпион Болгарии: 2007/2008
- Обладатель Суперкубка Болгарии: 2008

«Динамо» (Минск)
- Серебряный призёр чемпионата Белоруссии: 2014, 2015